# 통주 (지린성)
통주(通州)는 요나라가 동경도에 설치한 행정 구역 중 하나로 현재 지린성 쓰핑 시일대에 설치되었다.
발해때의 부여성이 있던 곳으로 요 태조가 용주(龍州)로 칭하였다가 요 성종때 지금의 이름으로 바꾸었다. 975년(보녕 7년), 연파 휘하의 잔당 1,000여호를 두어 주를 승격시켰으나, 연파가 난을 일으키면서 폐지되었고, 개태 9년, 지린성 눙안 현에 황룡부를 설치하면서 재건되었다. 4현을 거느렸다.
| 현명   | 한자   | 대략적 위치        | 비고                                                    |
| ------ | ------ | ------------------ | ------------------------------------------------------- |
| 통원현 | 通遠縣 | 쓰핑 시            | 발해 부여현이었다. 여러현을 통폐합하였다.               |
| 안원현 | 安遠縣 |                    | 발해 현의현(顯義縣)이었다. 작천현(鵲川縣)을 통폐합했다. |
| 귀인현 | 歸仁縣 | 톄링 시 창투 현 북 | 발해 강사현(强師縣)이었다. 신안현을 통폐합하였다.       |
| 어곡현 | 漁穀縣 |                    | 발해현이었다.                                           |